# طلال سلو
كان طلال علي سلو (ولد عام 1965) هو المتحدث الرسمي باسم قوات سوريا الديمقراطية (قسد) إلى حين استسلامه أو فراره إلى الجيش التركي. في الفترة من 10 أكتوبر 2015 إلى 15 نوفمبر 2017، كان سلو، وهو تركماني، هو الناطق باسم قسد، حيث غطى عمليات قسد الكبرى والمعارك ضد تنظيم الدولة الإسلامية. قدم سلو منذ ذلك الحين مقابلة حرة مزعومة مع الصحيفة الموالية لأردوغان ديلي صباح مع أدلاءه بتصريحات متسقة مع الرؤية التركية الرسمية لمسرح شمال سوريا.